# Dactylomys dactylinus
Dactylomys dactylinus är en däggdjursart som först beskrevs av Anselme Gaëtan Desmarest 1817.  Dactylomys dactylinus ingår i släktet Dactylomys och familjen lansråttor. IUCN kategoriserar arten globalt som livskraftig.
Inga underarter finns listade i Catalogue of Life. Wilson & Reeder (2005) skiljer mellan tre underarter.
Denna gnagare förekommer i nordvästra Brasilien, i nordöstra Peru och i angränsande områden av Ecuador, Bolivia, Colombia och kanske Venezuela. Arten vistas i undervegetationen av tropiska skogar med många bambuväxter. Individerna bildar små familjegrupper. De har ett markant läte.